# Giovanni Battista Pioda
Giovanni Battista Pioda (Locarno, 4 de octubre de 1808 – Roma, 3 de noviembre de 1882; llamado también Giovan Battista Pioda) fue un político, abogado y diplomático suizo. 
Fue una de las figuras más destacadas del liberalismo en el cantón del Tesino, y ejerció como fiscal, Secretario de Estado y Consejero de Estado durante casi tres décadas. Tras formar parte durante nueve años del Consejo Nacional y del Consejo de los Estados, en 1857 fue elegido Consejero Federal en representación del centro liberal (actual PLR). Ostentó el cargo durante seis años, y tras su dimisión representó los intereses de Suiza como ministro plenipotenciario en Italia.

## Biografía

### Familia, estudios y profesión
Pioda procedía de una influyente familia de Locarno; era el primogénito de los once hijos de Giovan Battista Pioda, mayor y posteriormente Consejero de Estado y delegado de la Dieta, y de su esposa Teresa Ghiringhelli. Tres de sus hermanos tuvieron también una destacada trayectoria: Giuseppe como arquitecto, Luigi como Consejero de Estado y Paolo como profesor. En 1816, la familia se trasladó por un tiempo al Reino Unido de los Países Bajos, donde su padre había asumido el mando de un batallón. Pioda cursó sus estudios primarios en Malinas (actual Bélgica). Regresó al Tesino cuando tenía dieciséis años y continuó sus estudios en el monasterio benedictino de Bellinzona. En 1825, ingresó en la escuela del monasterio de Einsiedeln. Estudió Filosofía en el Liceo Gallio de Como y Derecho en la Universidad de Pavía.
Se interesó por la política desde muy joven: en 1830 publicó el opúsculo Osservazioni intorno alla riforma della Costituzione del Cantone Ticino («Observaciones sobre la reforma de la Constitución del Cantón del Tesino»), en el que hacía suyos planteamientos laicistas y reformistas como la racionalización de la administración, el sufragio universal, la libertad personal y de prensa y la reforma del sistema educativo. Tras licenciarse en 1831, realizó unas prácticas en el bufete de Domenico Galli y, dos años más tarde, se colegió como abogado y notario. En 1834 fue elegido fiscal del distrito de Locarno. Al año siguiente se casó con Agata Sozzi-Sorbolonghi, natural de Giornico, con la que tuvo ocho hijos.

### Política cantonal y federal
Su carrera política comenzó verdaderamente tras la revolución de diciembre de 1839, cuando los radicales tomaron el poder por la fuerza en el Tesino. El recién constituido Consejo de Estado, el gobierno cantonal, designó a Pioda como Secretario de Estado. Durante su mandato fue parte activa en la represión de una intentona golpista ultramontana en 1841. En 1842 fue elegido Consejero de Estado y asumió la dirección del Ministerio del Interior, así como la gestión de la administración postal. En 1847 volvió a ser Secretario de Estado y en 1855 se reincorporó al Consejo de Estado, esta vez como Director de Obras Públicas.
Pioda tuvo que gestionar un largo periodo de hegemonía radical en un momento crucial de la historia del cantón, caracterizado por una oposición feroz y por una actividad legislativa destinada a redefinir las relaciones entre la Iglesia y el Estado. Las dos tentativas de implantar el sufragio universal en 1843 y 1851 fracasaron tras encontrar una fuerte oposición. En cambio, se aprobó una nueva ley escolar de corte liberal, y en 1848 se nacionalizaron los bienes eclesiásticos. El apoyo del cantón al movimiento independentista italiano motivó que Austria le impusiera un duro bloqueo económico entre 1853 y 1855, y decretara la expulsión de todos los ciudadanos tesineses del Reino de Lombardía-Venecia en 1853, medidas que causaron graves problemas económicos y sociales. Pioda se comprometió con la causa de los refugiados políticos y practicó una política marcadamente anticlerical.
En 1847 participó como comandante de brigada en la campaña del Tesino de la guerra del Sonderbund, que terminó con una precipitada huida de Airolo. En 1844 y 1848 fue diputado en la Dieta Federal. El Estado federal surgido tras la guerra lo nombró comisario federal encargado de mediar en los conflictos que afectaban al cantón de Friburgo, y propició la reconciliación entre liberales y conservadores. En octubre de 1848 fue elegido diputado del Consejo Nacional en las primeras elecciones federales y, desde 1851, representó a la circunscripción del Tesino-Sur. En 1853 presidió el Consejo Nacional. En 1854 fue temporalmente diputado del Consejo de los Estados y en 1855 regresó al Consejo Nacional.

#### Consejero Federal

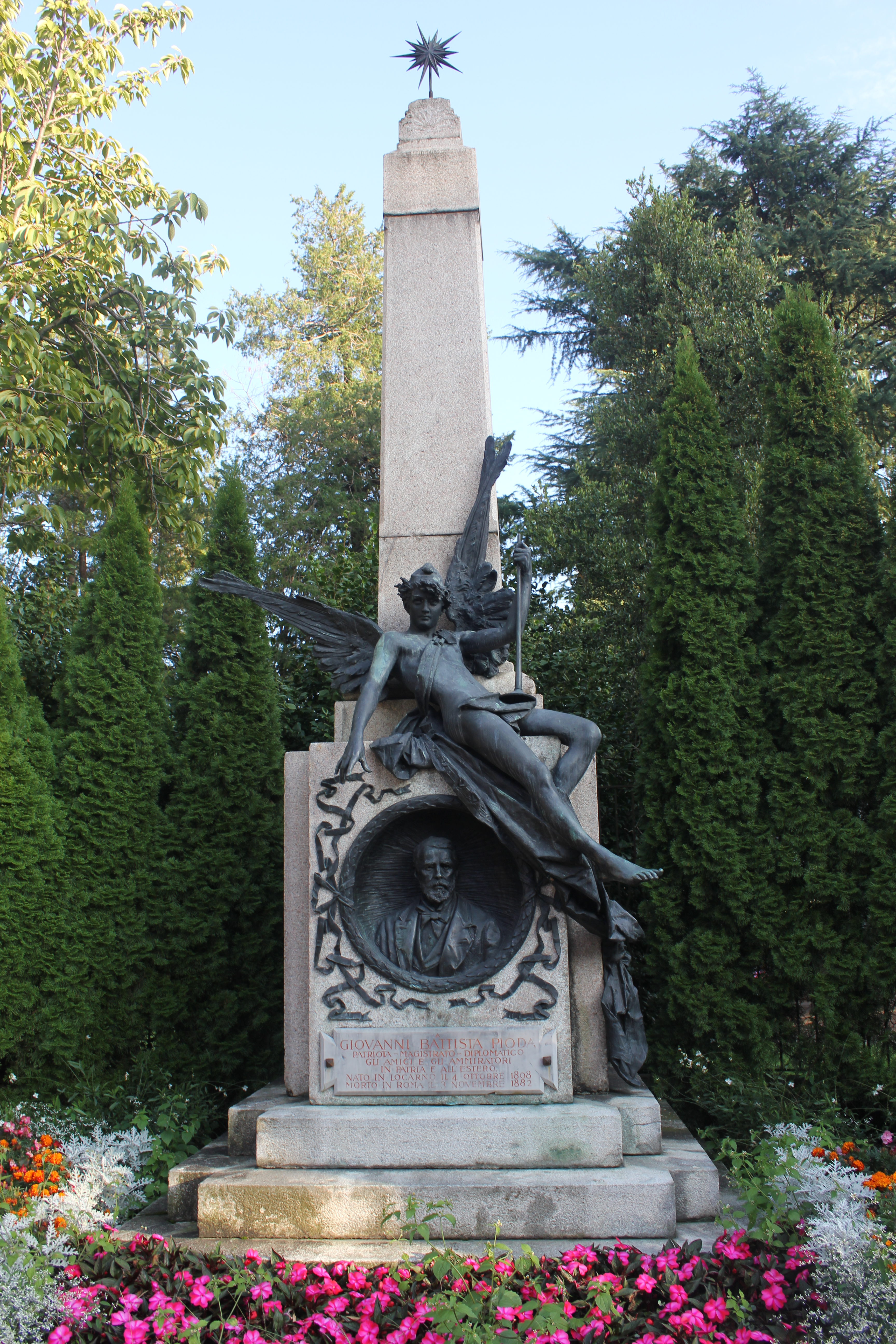
Monumento en Locarno.

Tras la repentina muerte de Stefano Franscini, el nombre de Pioda cobró fuerza como candidato con más posibilidades para sucederle. El 30 de julio de 1857, la Asamblea Federal le eligió Consejero Federal con 64 de los 127 votos emitidos en la primera vuelta, es decir, la mayoría absoluta exacta. Sebastiano Beroldingen obtuvo 13 votos, Joseph-Hyacinthe Barman, 10, y el resto de candidatos, 40. Se le confió el Departamento del Interior, que dirigió durante todo su mandato.
Su labor se centró en el represamiento y dragado de cauces, e impulsó los proyectos de corrección de los ríos Ródano en el cantón del Valais y Rin en el cantón de San Galo, así como la primera corrección de aguas del Jura en la región de Seeland. Además, trabajó para mejorar la calidad y la productividad del sector agrícola mediante la concesión de subsidios. Al igual que su predecesor, mostró un interés especial por la estadística, que se concretó en la fundación de la Oficina Federal de Estadística en enero de 1860. La cuestión del ferrocarril ocupó un lugar central en su trayectoria política y, a lo largo de toda su carrera, dedicó gran parte de sus esfuerzos a ella. Apostó decididamente por la construcción de la línea ferroviaria transalpina a través del paso de San Gotardo, ya que era la opción que más beneficiaría a su cantón natal, y se convirtió en el interlocutor del sector gubernamental favorable a dicha opción.

### Diplomacia y muerte
El 26 de enero de 1864 anunció su dimisión, y poco después fue acreditado como ministro plenipotenciario suizo ante la corte del rey Víctor Manuel II. Residió inicialmente en Turín, en 1865 se trasladó a Florencia y, por último, en 1870, se estableció en Roma. Se valió de sus relaciones diplomáticas para contribuir a desbloquear políticamente el proyecto del ferrocarril de San Gotardo y persuadir a Italia para que lo cofinanciara con una aportación de 55 millones de francos.
Falleció a los 73 años de edad a consecuencia de una grave enfermedad de vejiga que sufría desde hacía años.